# Helado de halva
El helado de halva (en hebreo: גלידת חלבה) es una variación israelí de helado qué está hecho de sésamo Halva, tahini, huevos, crema de leche y azúcar. Normalmente se acompaña con pistachos y miel de dátil. El helado se originó en la ciudad de Tel Aviv ha sido comparado con el sabor de las chocolatinas Snickers.